# Magnhild Meltveit Kleppa
Magnhild Meltveit Kleppa, född 12 november 1948 i Fister, Rogaland fylke, är en norsk politiker som representerar Senterpartiet. Hon var socialminister i Regeringen Bondevik I, samt kommunal- och regionalminister och transport- och kommunikationsminister i Regeringen Stoltenberg II. Hon var ledamot av Stortinget 1993–2013.